# Parc natural de Mondragó
Der Parc natural de Mondragó (kastilisch: Parque natural de Mondragó, „Naturpark von Mondragó“) ist ein Naturschutzgebiet im Südosten der spanischen Baleareninsel Mallorca, in der Region (Comarca) Migjorn.
Der 765,69 Hektar große Naturpark wurde auf Grund einer Initiative der Umweltorganisation GOB (Grup d’Ornitologia Balear) durch das Dekret 85/1992 der Regierung der Balearischen Inseln (Govern de les Illes Balears) vom 18. November 1992 im Dezember des Jahres 1992 unter Schutz gestellt. Er gilt als Naturgebiet von besonderem Interesse (Àrea natural d’especial interès / ANEI) nach dem Gesetz 1/1991 des balearischen Parlaments und seit 1995 als besondere Vogelschutzzone (Zona de Especial Interés para la Avifauna / ZEPA) nach der Richtlinie 79/409/EWG der Europäischen Kommission.

## Geografie

### Geografische Lage

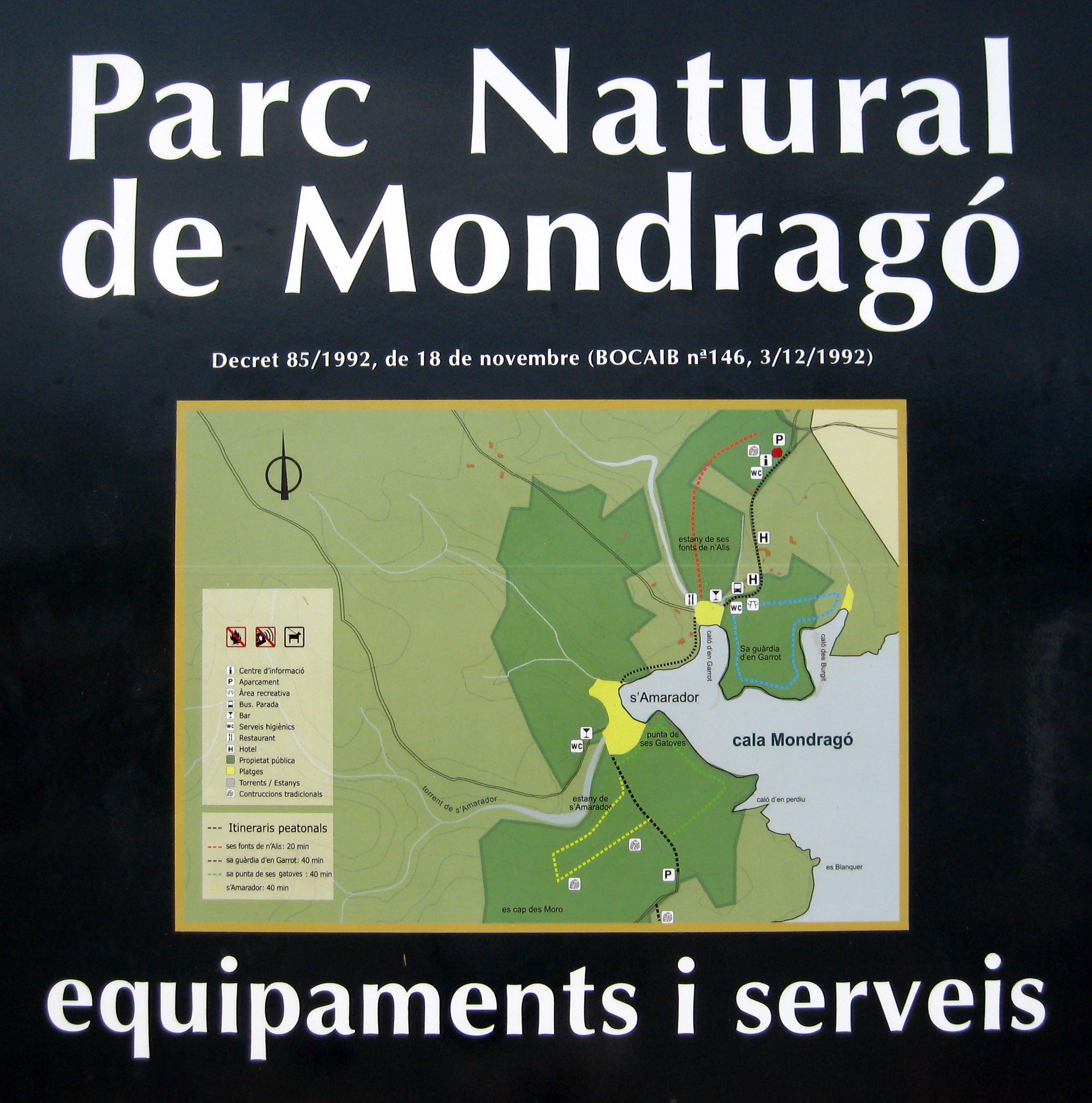
Tafel am Informationszentrum

Der nach der Cala Mondragó, einer großen Bucht mit mehreren kleineren Nebenbuchten, benannte Naturpark von Mondragó (von span. mundo ragadó – „zerrissene Welt“) befindet sich an der Ostküste Mallorcas zwischen den Küstenorten Portopetro im Nordosten und Cala Figuera im Süden. Westlich der etwa 2,5 Kilometer entfernten Parkgrenze im Inselinneren liegt die Kleinstadt Santanyí, zu deren Gemeindegebiet der Naturpark gehört. Das geschützte Gebiet umfasst die Strände Caló des Borgit, ses Fonts de n’Alís (auch Mondragó genannt) und s’Amarador mit den dahinter befindlichen Dünen, Feuchtgebieten und Klippen, sowie die landwirtschaftlichen Flächen, Wälder und niedrigen Hügel der Umgebung.

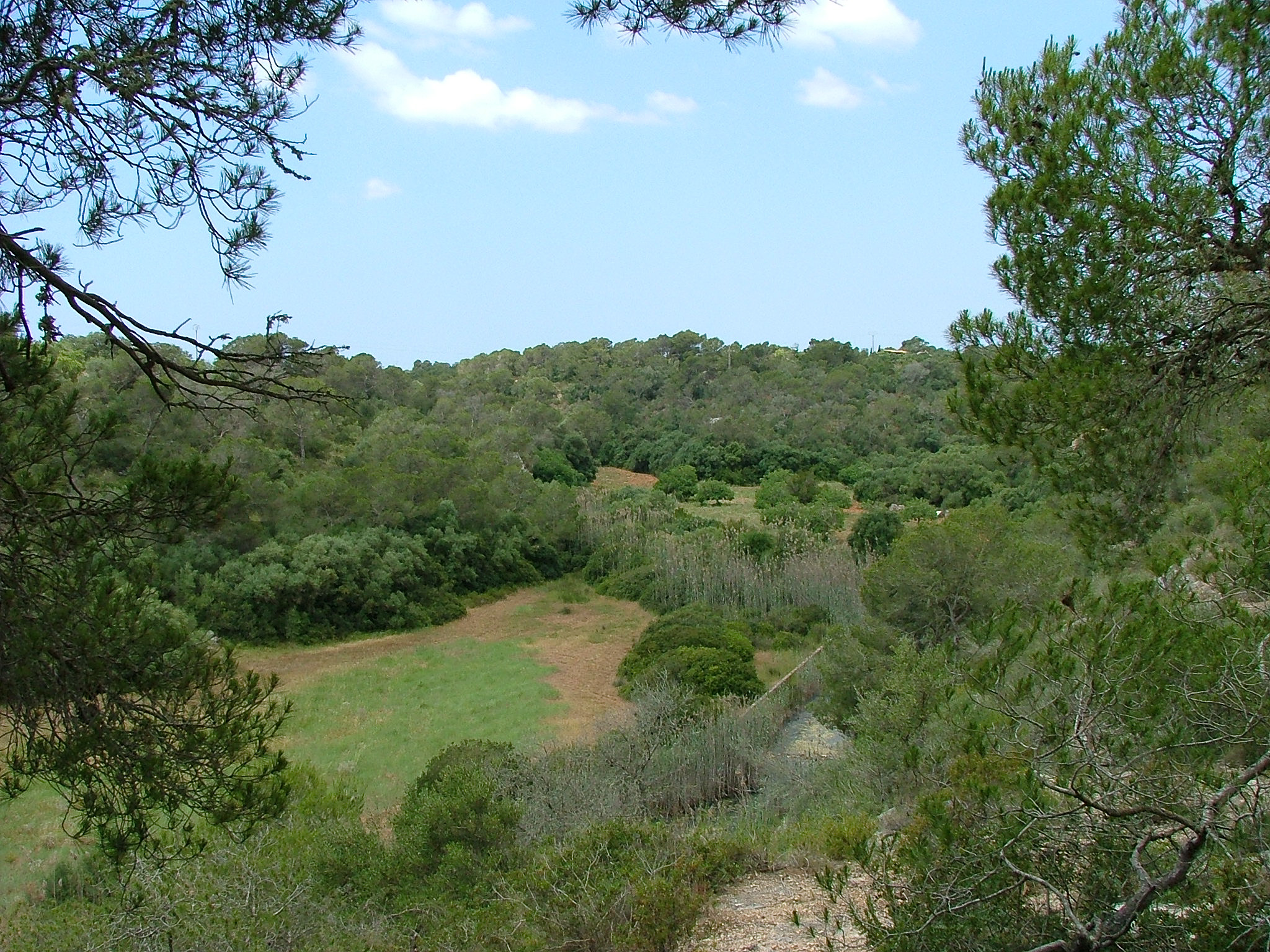
Torrent d’en Roig

Die höchste Erhebung des Naturparks beträgt 57 Meter über dem Meeresspiegel. Der Boden besteht aus in Schichten liegendem Kalksandstein, der im Miozän aus Klippen gebildet wurde, und darüber befindlichen, durch Eisenoxidanteile charakteristisch rötlich gefärbten Quartärformationen. Bei starken Regenfällen wird der Park durch zwei größere Torrents nach Osten ins Meer entwässert, den Torrent de s’Amarador mit seinem Zufluss Torrent d’en Roig und den Torrent de ses Coves del Rei, auch Torrent d’en Tomàs genannt. Von der Fläche des Naturparks befinden sich etwa 88 Prozent in Privatbesitz, nur 12 Prozent werden öffentlich verwaltet.

### Klima
Das Gebiet des Parc natural de Mondragó verfügt über ein semiarides Klima (Steppenklima) mit einer durchschnittlichen Jahrestemperatur von 16,9 °C und einem durchschnittlichen Niederschlag von 450 mm pro m2 innerhalb eines Jahres.

## Lebewesen

### Pflanzenreich (Flora)

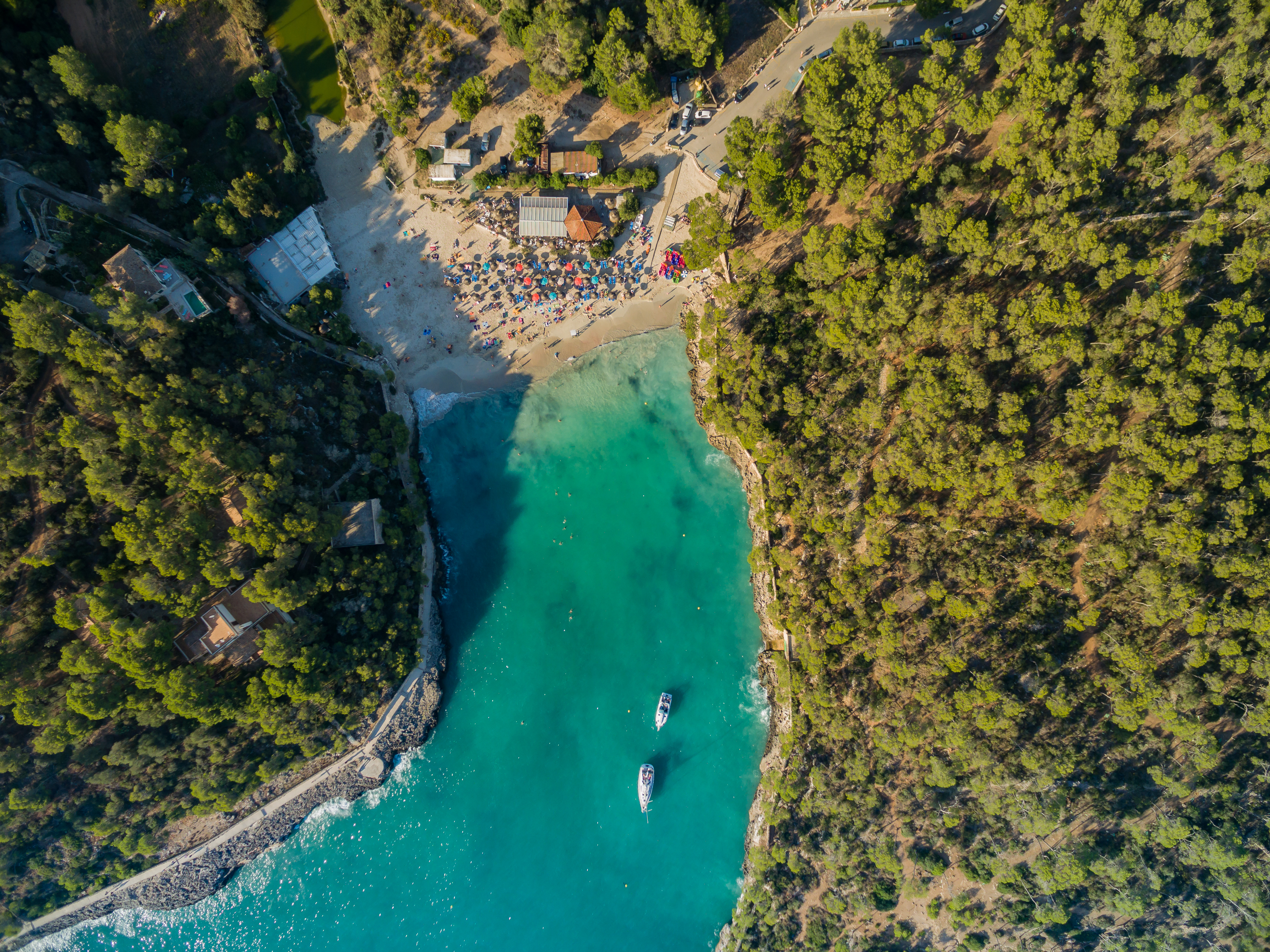
Caló d’en Garrot

Durch die stark gegliederte Küste, die Feuchtgebiete der Torrents, die Dünen an deren Mündungsbereichen und die trockenen Ebenen des Hinterlandes ist die Vegetation des Naturparks recht unterschiedlich. Landeinwärts findet man unter anderem Kiefern- (Pinus halepensis) und Steineichenwälder (Quercus ilex), die sich mit landwirtschaftlichen Nutzflächen und savannenartiger Màquia, einem Ölbaum-Pistazien-Hartlaubwald (Oleo-Ceratonion), abwechseln. Im Schatten der Wälder sind viele Orchideen anzutreffen, darunter das Riesenknabenkraut (Barlia robertiana), die Pyramiden-Hundswurz (Anacamptis pyramidalis), der Echte Zungenstendel (Serapias lingua), der Kleinblütige Zungenstendel (Serapias parviflora) sowie verschiedene Arten von Knabenkräutern (Orchis) und Ragwurzen (Ophrys), wie die Iberische Spiegel-Ragwurz (Ophrys vermixia). Auf den landwirtschaftlich genutzten Flächen innerhalb des Naturschutzgebietes, „rotes“ genannten Ländereien, wechselt Getreideanbau mit Standorten von Feigen-, Mandel- und Johannisbrotbäumen.

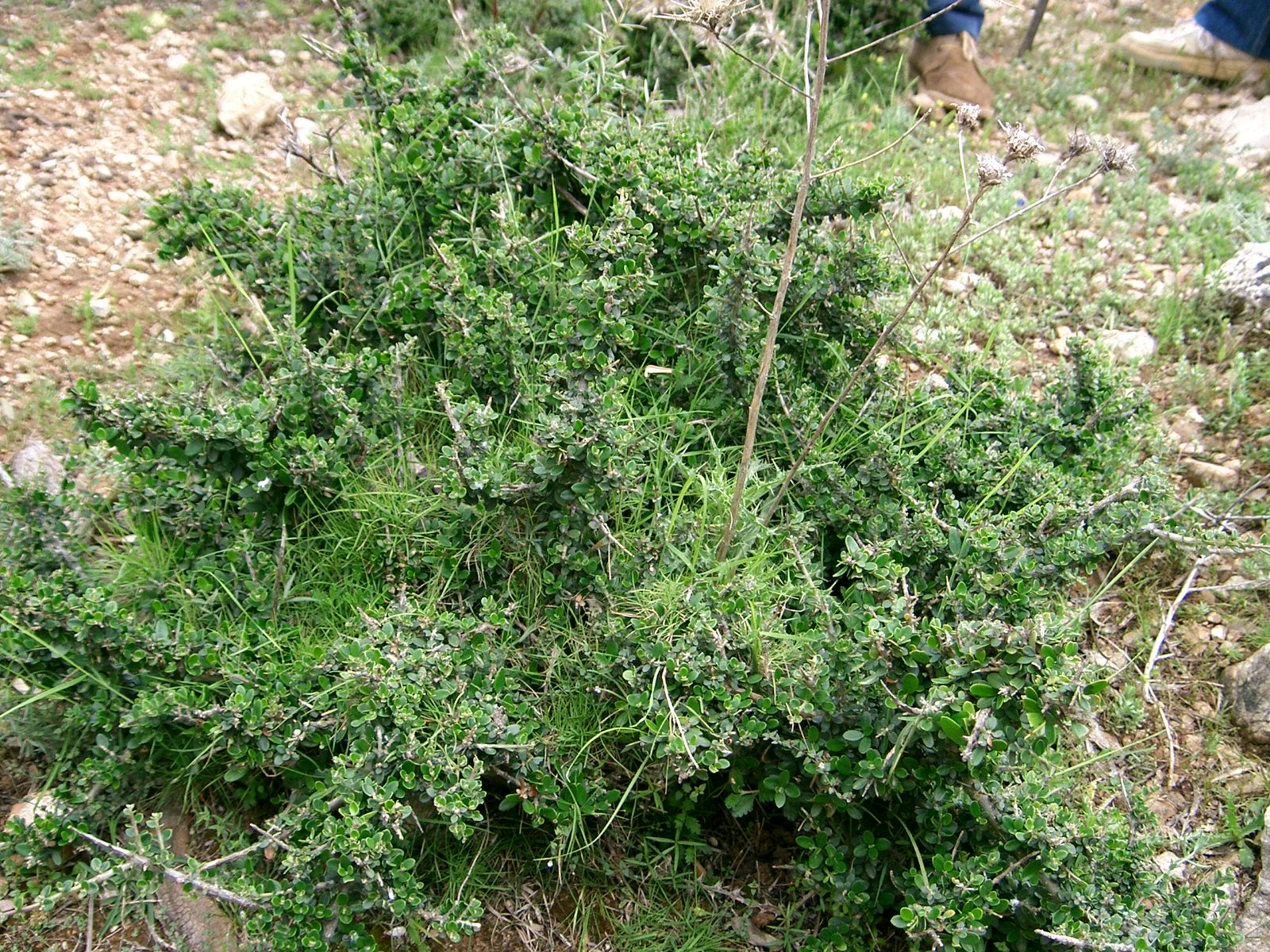
Wilder Ölbaum (Oleaster)

Abseits der Küste gibt es zudem Wilde Ölbäume oder Oleaster (Olea europaea ssp. sylvestris), Oleander (Nerium oleander) und Phönizischen Wacholder (Juniperus phoenicea). Eine Besonderheit des Naturparks von Mondragó ist, dass das Wacholder-Buschwerk hier nicht nur auf Dünen, sondern auch auf felsigem Untergrund wächst. Es mischt sich mit Aleppo-Kiefern, Schmal- und Breitblättrigen Steinlinden (Phillyrea angustifolia und Phillyrea media), Mastixsträuchern (Pistacia lentiscus), Stechpalmen-Kreuzdorn (Rhamnus alaternus), Dissgras (Ampelodesmos mauritanica), Zistrosen (Cistus albidus, Cistus salvifolius, Cistus monspeliensis), Vielblütiger Heide (Erica multiflora), Grünem Zahn-Lavendel (Lavandula dentata) und Rosmarin (Rosmarinus officinalis). Unter Stein-Eichen-Formationen, die meist in Schluchten wachsen, gedeihen Stechender Mäusedorn (Ruscus aculeatus), Windendes Geißblatt (Lonicera implexa) und das Balearische Alpenveilchen (Cyclamen balearicum). An der vom Seewind bestrichenen Küste hingegen finden sich Meerfenchel (Crithmum maritimum), der endemische Dornlattich (Launaea cervicornis), katalanisch Socarrell, der ebenfalls endemische Mallorquinische Strandflieder (Limonium majoricum), auch Saladina genannt, sowie weitere Strandfliederarten (Limonium companyonis, Limonium virgatum).

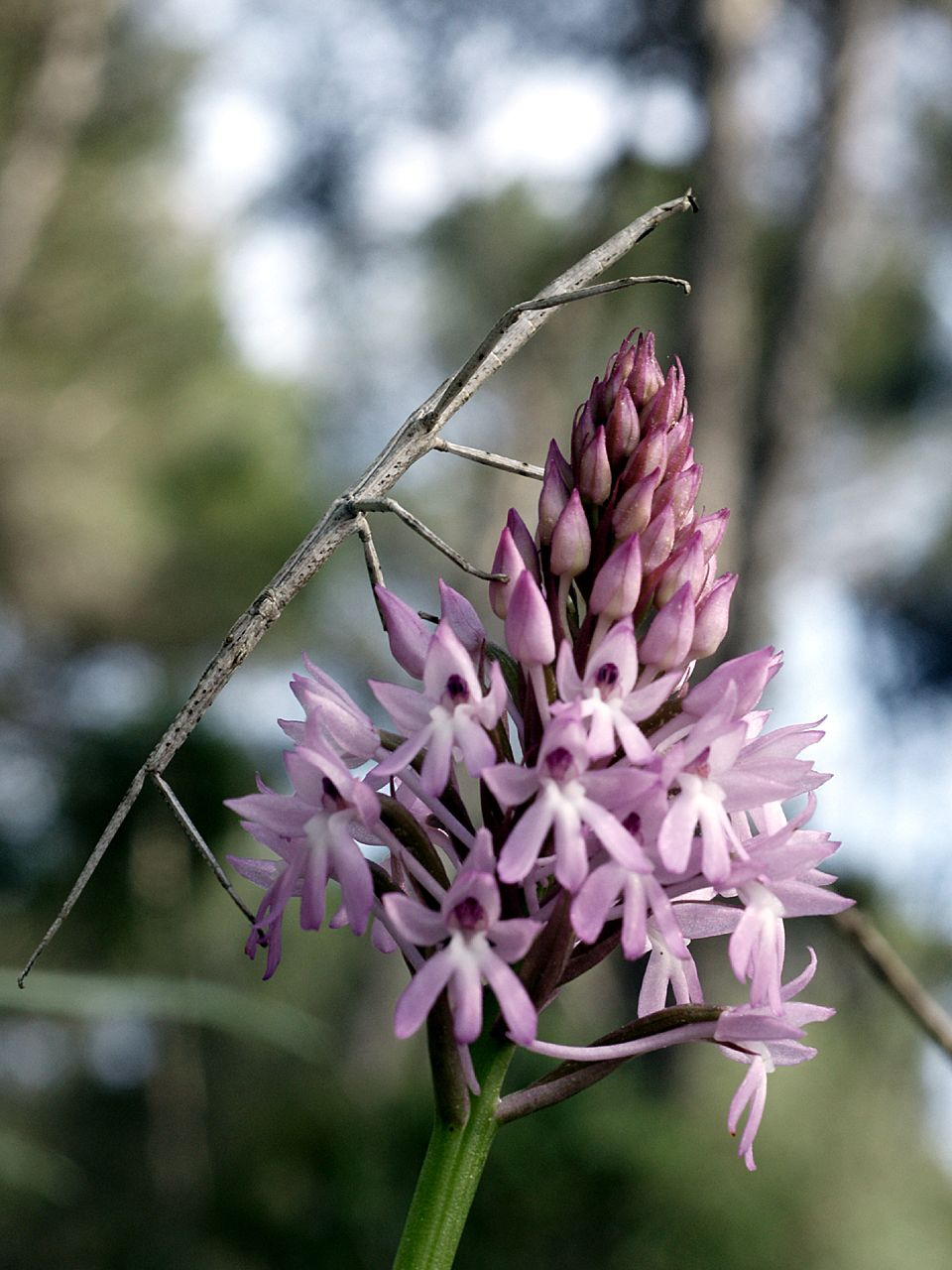
Mittelmeerstabschrecke auf Pyramiden-Hundswurz

In den in der überwiegenden Zeit des Jahres nicht wasserführenden Sturzbächen, den Torrents, halten sich in den küstennahen Bereichen Brackwasserseen. Sie werden nur bei Starkregen neu aufgefüllt. An ihren Ufern wachsen Schilfrohr (Phragmites australis), Bambus (Bambuseae), Binsen (Juncus acutus) und Rohrkolben (Typha), sowie strauchiger Queller (Salicornia fruticosa), Graue Gliedermelde (Arthrocnemum macrostachyum) und Tamarisken (Tamarix). Unter der Wasseroberfläche gedeihen Meeres-Salde (Ruppia maritima) und verschiedene Algenfamilien. Größere Feuchtgebiete dieser Art befinden sich vor allem bei s’Amarador und ses Fonts de n’Alís. Die nahen Dünen sind Heimat für Gewöhnlichen Strandhafer (Ammophila arenaria), Stranddistel (Eryngium maritimum), Strand-Wolfsmilch (Euphorbia paralias), Mittelmeer-Strohblume (Helichrysum angustifolium), Gamander (Teucrium) und Dünen-Trichternarzisse (Pancratium maritimum).

### Pilze (Fungi)
Unter den unscheinbareren Lebewesen kommen im Naturpark eine Vielzahl von Pilzarten vor. Hervorhebenswert sind der Dünen-Schönkopf (Calocybe hypoxantha var. occidentalis), der Grazile Wulstling (Amanita gracilior), der Dünen-Saftling (Hygrocybe conica var. conicoides), der Dünen-Tellerling (Clitopilus ammophilus, Syn. Rhodocybe malenconii), der Gilbert-Wulstling (Amanita gilberti var. subverna), der Rosaschuppige Egerlingsschirmling (Leucoagaricus gaillardii) und eine Varietät des Edel-Reizkers (Lactarius deliciosus var. rubescens).

### Tierwelt (Fauna)

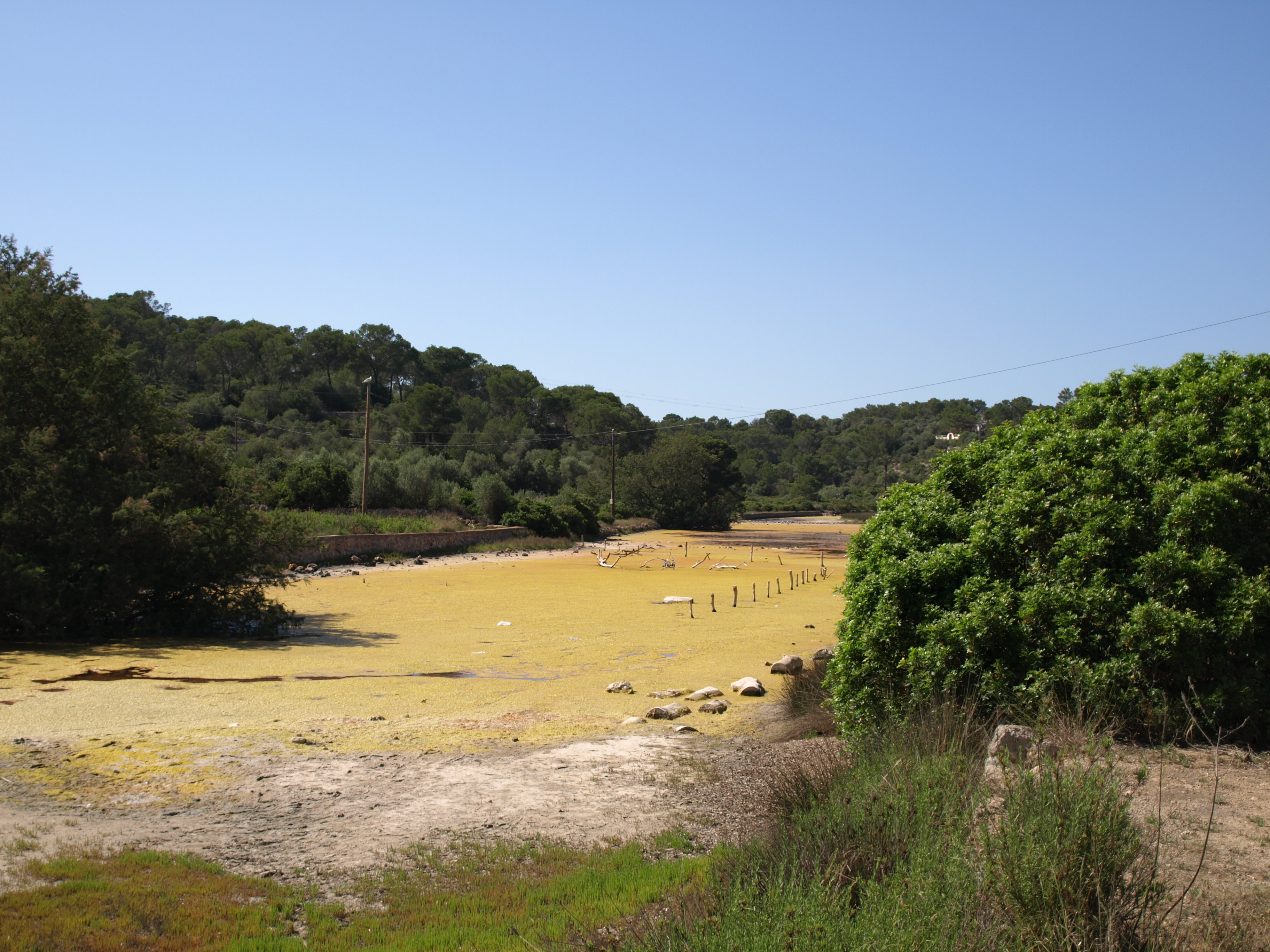
s’Estany de ses Fonts de n’Alís

Der Parc natural de Mondragó ist, worauf schon der Schutzstatus als besondere Vogelschutzzone hinweist, ein wichtiges Refugium für seine gefiederten Bewohner. Im Naturschutzgebiet werden mehr als 70 Vogelarten gezählt. Neben der Wichtigkeit für Zugvögel sind auch eine große Anzahl einheimischer Vogelarten anzutreffen. Am häufigsten sind Singvögel vertreten. Im Naturpark finden sich als seltenere Arten unter anderem Schwarzkehlchen (Saxicola torquata), Rotkopfwürger (Lanius senator), Sardengrasmücke (Sylvia sarda), Grauammer (Miliaria calandra), Zaunammer (Emberiza cirlus) und Uferschwalbe (Riparia riparia). In den Feuchtgebieten gibt es größere Populationen von Rallenvögeln, wie Blässhuhn (Fulica atra) und Teichralle (Gallinula chloropus).

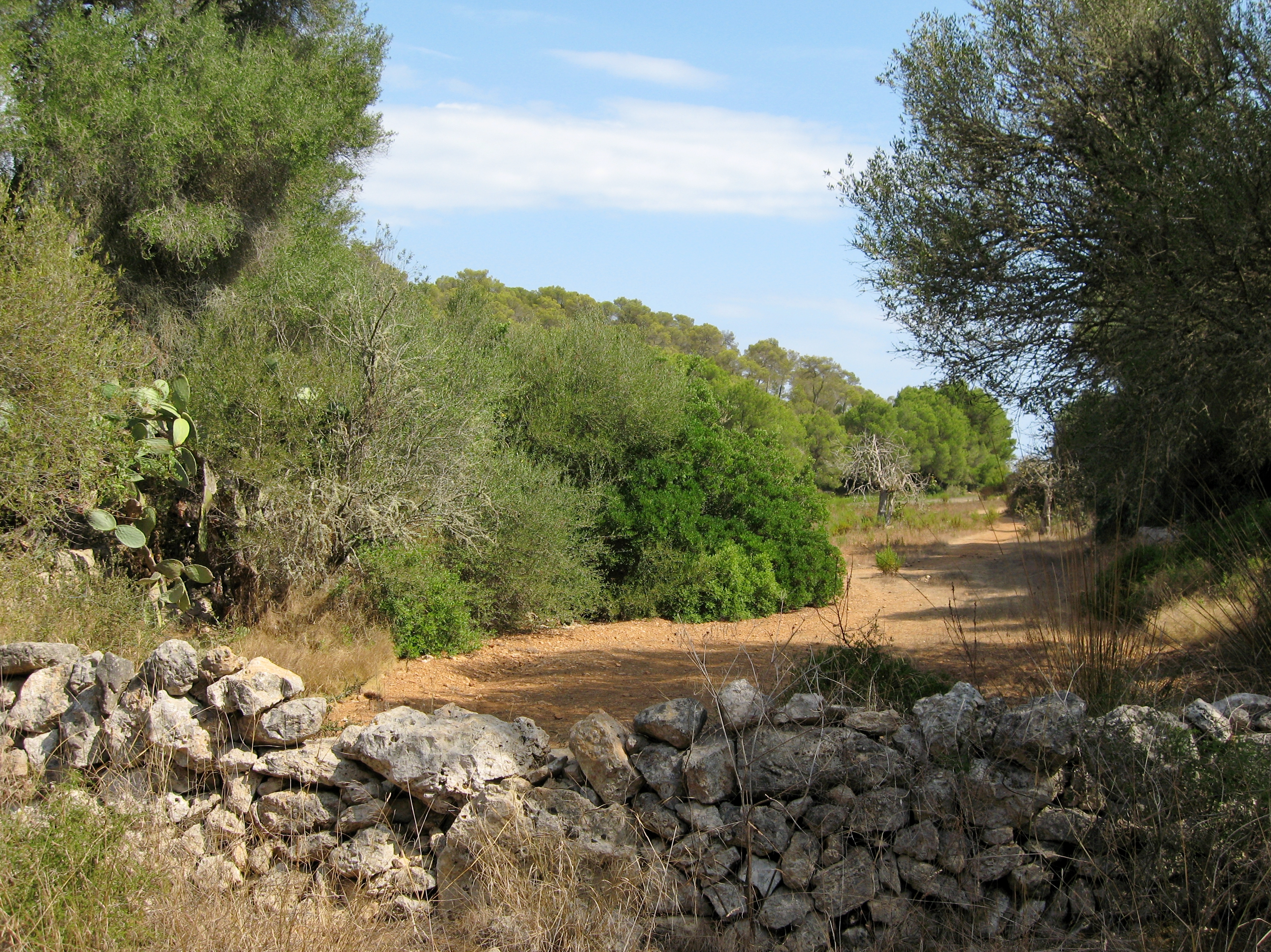
Trockenmauer (Marge) im Park

Eine weitere große Ordnung von Durchzüglern und heimischen Arten im Naturpark bilden die Regenpfeiferartigen mit Flussregenpfeifer (Charadrius dubius), Zwergstrandläufer (Calidris minuta), Flussuferläufer (Actitis hypoleucos), Bekassine (Gallinago gallinago) und Triele (Burhinus oedicnemus). Vor allem an der Küste und in der Nähe der Lagunen können Mittelmeermöwe (Larus michahellis), Korallenmöwe (Larus audouinii), Krähenscharbe (Phalacrocorax aristotelis) und Graureiher (Ardea cinerea) beobachtet werden. Weiterhin gibt es im Park Rothühner (Alectoris rufa), Wiedehopfe (Upupa epops) und Zwergohreulen (Otus scops). Von den Greifvögeln sind Turmfalke (Falco tinnunculus) und Zwergadler (Hieraaetus pennatus) vertreten. Auch durchziehende Fischadler (Pandion haliaetus) wurden schon gesichtet.

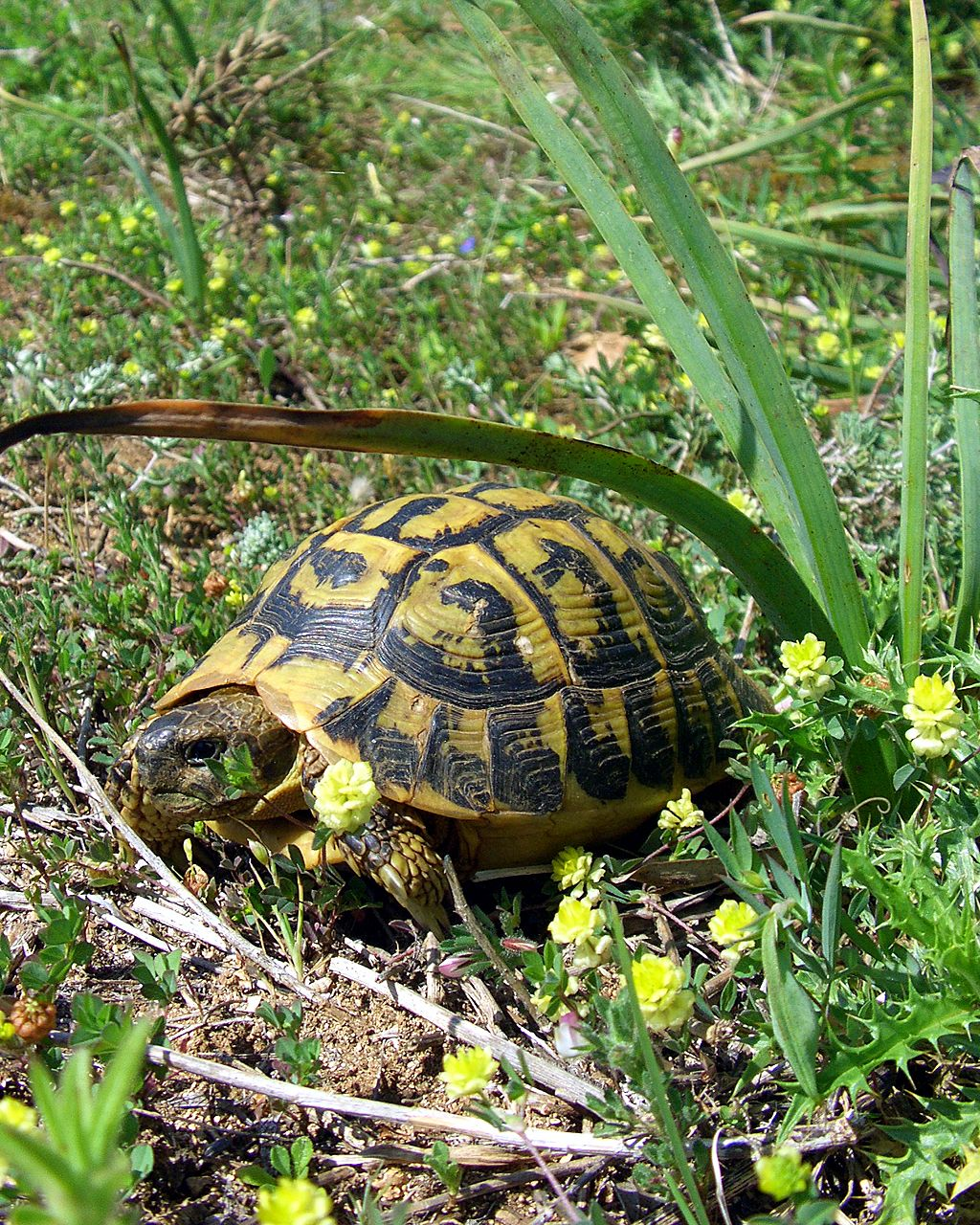
Mittelmeerschildkröte

An Reptilien beheimatet der Parc natural de Mondragó verschiedene Schlangenarten, wie Vipernatter (Natrix maura), Kapuzennatter (Macroprotodon cucullatus mauritanicus) und Buschschlangen (Colubrinae), Echsen, wie Mauergecko (Tarentola mauritanica) und Türkischen Halbfingergecko (Hemidactylus turcicus), sowie die im Naturpark wieder angesiedelte Mittelmeerschildkröte (Testudo hermanni hermanni), die in der Region bereits ausgestorben war, und die Europäische Sumpfschildkröte (Emys orbicularis). Die Feuchtgebiete sind Lebensraum für verschiedene Amphibienarten, wie den Iberischen Wasserfrosch (Rana perezi; Syn.: Pelophylax perezi) und die Wechselkröte (Bufo viridis ssp. balearica).
Auch Säugetiere sind im Naturpark anzutreffen. Es sind, wie auf der gesamten Insel Mallorca, mit Ausnahme der verwilderten Hausziegen (Capra aegagrus hircus) nur kleinere Arten präsent. Dazu zählen unter anderem Kleinfleck-Ginsterkatze (Genetta genetta), Wildkaninchen (Oryctolagus cuniculus), Iberischer Hase (Lepus granatensis), Kaphase (Lepus capensis), Baummarder (Martes Martes), Mauswiesel (Mustela nivalis), Gartenschläfer (Eliomys quercinus), Wanderigel (Atelerix algirus vagans) und die Europäische Bulldoggfledermaus (Tadarida teniotis).

## Zugang

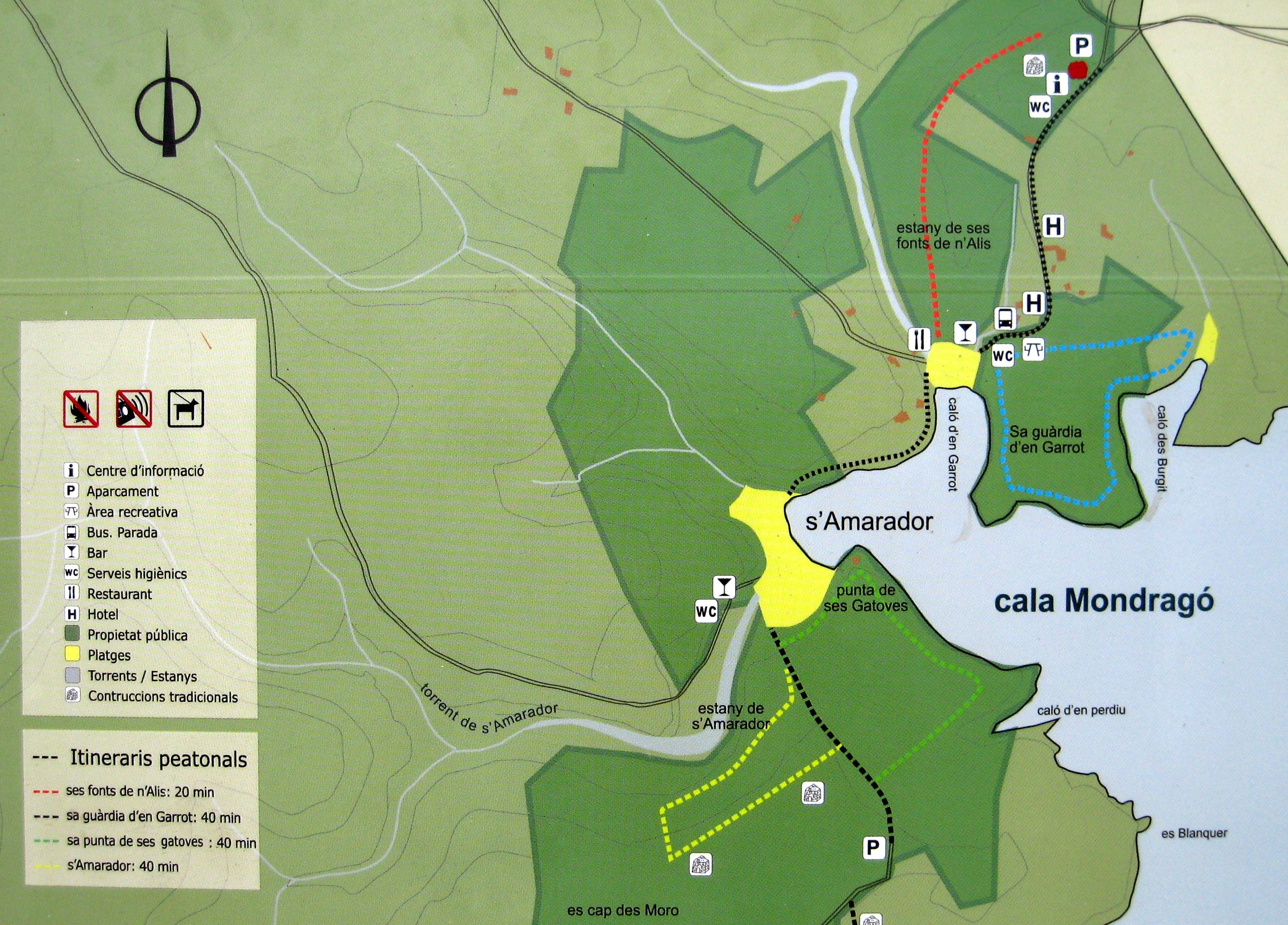
Cala Mondragó

Durch den Naturpark führen mehrere Wander- und Radwege. Zu erreichen sind diese einmal von der Landstraße von Santanyí nach s’Alqueria Blanca, zum anderen von der Landstraße zwischen Santanyí und Cala Figuera. Beide Zufahrtsstraßen führen zu Parkplätzen, die an den Eingängen des Parks liegen. In der Nähe des nördlichen Parkplatzes von ses Fonts de n’Alís befindet sich ein Informationszentrum, das täglich (außer am 25. und 31. Dezember) von 9 Uhr bis 16 Uhr geöffnet ist. Von dort werden vorher vereinbarte Führungen durch den Park angeboten.
Neben den angegebenen öffentlichen Zufahrtsstraßen gibt es noch mehrere kleinere Straßen und Wege in das geschützte Gebiet. Innerhalb des Naturparks befinden sich auch einige Hotels, Pensionen und Privathäuser, sowie Bars und ein Restaurant, die noch vor Einrichtung des Parks dort errichtet wurden und somit Bestandsschutz haben. Eine 1989 geplante vollständige Bebauung des Küstenabschnitts an der Cala Mondragó mit einer Feriensiedlung konnte durch die Ausweisung als Naturschutzgebiet verhindert werden.